# Miếu Nam Việt Vương

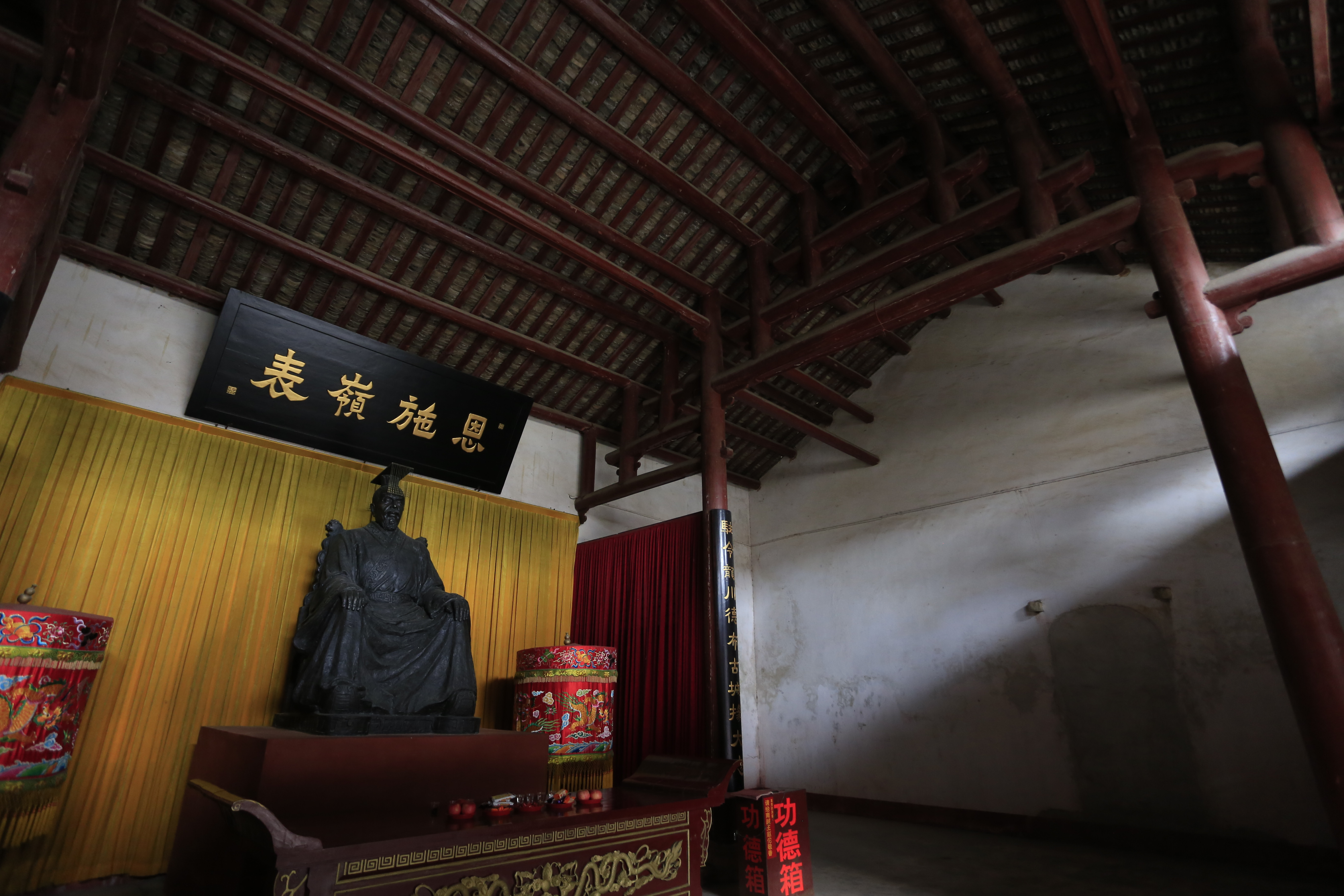
Tượng thờ Triệu Đà bên trong miếu vua Nam Việt

Miếu Nam Việt Vương (chữ Hán phồn thể: 南越王廟; chữ Hán giản thể: 南越王庙) hay còn gọi là chùa Quang Hiếu (chữ Hán: 光孝寺) hay miếu Bình Khấu (chữ Hán: 平寇祠), là ngôi miếu thờ Thành hoàng Triệu Đà, nằm trên phố Trung Sơn thuộc thị trấn Đà Thành, huyện Long Xuyên, địa cấp thị Hà Nguyên, tỉnh Quảng Đông, Trung Quốc. Đây là công trình kiến trúc cổ được xếp hạng Di tích văn hóa lịch sử cần được bảo tồn cấp huyện (县级文物保护单位) của Trung Quốc, công bố vào tháng 5 năm 1962.
Miếu Nam Việt Vương được xây dựng từ thời nhà Thanh.